# جفرسون سیتی (تنسی)
جفرسون سیتی (به انگلیسی: Jefferson City) شهری در ایالت تنسی کشور ایالات متحده آمریکا است که جمعیت آن در سرشماری سال ۲۰۱۰ میلادی، ۸٬۰۴۷ نفر بوده‌است.